# G7 (Torpedo)

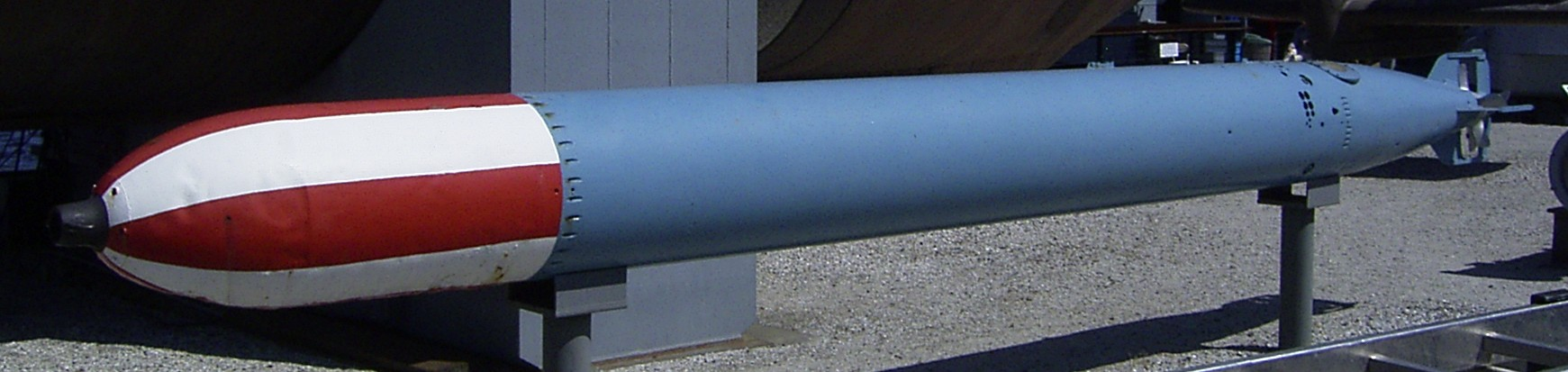
Übungstorpedo der Bundesmarine

Der G 7 war der wichtigste Torpedotyp der deutschen Reichsmarine und später der Kriegsmarine im Zweiten Weltkrieg. Er war bei einem Kaliber von 21 Zoll (entspricht 533 mm → Buchstabe „G“) etwas über 7 Meter lang und wurde hauptsächlich in den beiden Ausführungen G 7a mit Dampfgasmotor (Brotherhood-Maschine) und G 7e mit Elektroantrieb (Gleichstrommotor) gebaut. Auf deren Grundlage wurden später diverse Varianten wie Flächen-Absuch-Torpedo (FAT) und lageunabhängiger Torpedo (LUT) entwickelt. Auch der Torpedo G 7es (elektrisch/sonar) bzw. T V „Zaunkönig“ mit akustischer Eigenlenkung war eine G-7-Modifikation. Auf Basis des G 7 wurden unter der Bezeichnung G 5 probeweise kleinere (kürzere) Torpedotypen entwickelt.
Der G 7e wurde auf U-Booten und der G 7a auf Überwassereinheiten und als Reservetorpedo auf U-Booten verwendet. Zu Beginn des Zweiten Weltkrieges kam es beim Einsatz durch U-Boote aufgrund ungenügender Erprobung von Serientorpedos zu gehäuften Versagern der Torpedos vor allem in Kombination mit Magnetzündern. Dies wurde als Torpedokrise bezeichnet und führte dazu, dass die modernen Magnetzünder vorübergehend nicht mehr eingesetzt werden konnten. Der G 7 basierte auf Entwicklungen aus der Zeit vor dem Ersten Weltkrieg. Die Serienfertigung erfolgte von 1934 bis Kriegsende, Restbestände der deutschen G-7-Torpedos wurden aber nach dem Krieg noch bis in die 1960er Jahre verwendet, neben der Bundesmarine auch von Norwegen, Spanien und Dänemark.

## Entwicklung
Die Entwicklung von Torpedos geschah in Deutschland zunächst durch die Firma Schwartzkopff während die Kaiserliche Marine ihre Torpedos anfangs von der Firma Whitehead in Fiume bezog. Jedoch schon Ende der 1870er Jahre wurde seitens der Marine in Eckernförde die sogenannte „Torpedowerkstatt“ (heute: Wehrtechnische Dienststelle 71) zur eigenständigen Entwicklung und zum Einschießen der Torpedos eingerichtet. Diese entwickelte sich im Laufe der 1880er Jahre zunehmend zum Zentrum der Forschung und Produktion deutscher Torpedowaffen. Der verbliebene Teil der Torpedowerkstatt wurde nach dem Ersten Weltkrieg als Torpedoversuchsanstalt Eckernförde (TVA) fortgeführt. 1942 kam zusätzlich die Torpedoversuchsanstalt Neubrandenburg am Tollensesee hinzu. Beide TVA wurden 1945 gesprengt. Die Versuchsanlage Torpedowaffenplatz Gotenhafen-Hexengrund bei Gdingen (damals „Gotenhafen“) führte von 1942 bis 1945 Tests vor allem für die Luftwaffe durch.

### Vorläufer
Der Weg zum Torpedo G 7 begann 1906 mit einem Auftrag des Reichsmarineamtes an die Torpedowerkstatt in Eckernförde zur Entwicklung eines Universaltorpedos für größere Überwassereinheiten. Die Gefechtsentfernung für Überwasserschiffe war zu dieser Zeit so angewachsen, dass die Leistungen des Modells C/06 dessen Einsatzmöglichkeiten stark einschränkten. Bei einem Durchmesser von 45 cm und einer Länge von 6 m ließ sich die Reichweite von bis zu 5000 m mit damaliger Technik nicht mehr sinnvoll steigern.
Für die neuen Torpedos wurde das Kaliber 50 cm gewählt und zwei Torpedotypen mit 6 und 7 m Länge als G/6 und G/7 entwickelt. Der sieben Meter lange G/7 erhielt einen reinen Dampfantrieb. Als neues Sprengmittel wurde eine im Vergleich zur bisher verwendeten nassen Schießwolle wesentlich dichtere und stärkere Mischung aus Hexa und TNT verwendet.
Das Problem des Geradeauslaufs, das die wirksame Reichweite der C-Torpedos deutlich unter der Reichweite des Motors gehalten hatte, wurde durch die Entwicklung eines Zweikreiselsystems gelöst. Dabei übernahmen zwei Kreisel abwechselnd die Stabilisierung, während der jeweils andere mittels Druckluft neu beschleunigt wurde. Die Streuung wurde damit trotz größerer Laufstrecke von 2 % auf 1 % reduziert.
Ab 1914 waren alle deutschen Großkampfschiffe mit dem G/7 Torpedo ausgerüstet. Ab 1917 wurde der G/7 und eine Variante auch auf großen U-Booten eingesetzt. Allein 1914 wurden 765 G/7 Torpedos in Auftrag gegeben, verschossen wurden während des Krieges 203 Stück, zuzüglich 90 der Variante G/7AV.
Weil Torpedos mit Gas- oder Dampfgasantrieb eine verräterische Spur aus Abgasblasen hinterließen, wurde für den Einsatz auf U-Booten die Entwicklung eines spurfreien Torpedos mit Elektroantrieb vorgesehen. Dieser wurde jedoch nicht von der Torpedowerkstatt, sondern von Siemens & Halske entwickelt. Die Julius Pintsch AG (Berlin und Fürstenwalde) sollte die Gehäusefertigung und den Zusammenbau übernehmen. Bis zum Ende des Jahres 1916 wurden verbindliche Konstruktionsunterlagen erstellt und der Bau von drei Prototypen beauftragt. Zur Vereinfachung der Entwicklung wurden die Steuer- und Zündvorrichtungen der Drucklufttorpedos beibehalten und für deren Betrieb eine Druckluftflasche vorgesehen. Da aus Gewichtsgründen nicht die notwendige Anzahl von Akkumulatorelementen eingebaut werden konnte, blieb die Geschwindigkeit zunächst bei 24–26 kn. Zum Erreichen der projektierten 30 kn auf 1500 m Entfernung wurde der Torpedo auf 7 m verlängert. Diese Version erhielt erstmals die Bezeichnung E/7. Trotzdem wurde die Entwicklung eines neuen Motors und Propellers mit höherer Steigung (für geringere Drehzahl) notwendig. Die Entwicklung zog sich bis Juli 1918 hin. Von dem Auftrag über 1200 E/7-Torpedos sollten die ersten Anfang 1919 fertiggestellt sein, so dass der Elektrotorpedo im Ersten Weltkrieg nicht mehr zum Einsatz kam.
Nach dem Ersten Weltkrieg war Deutschland die Produktion von Torpedos untersagt. Mit einem Teil der Anlagen der ehemaligen Torpedowerkstatt wurde 1919 von der Vorläufigen Reichsmarine die Torpedoversuchsanstalt (TVA) gegründet, die offiziell die Aufgabe hatte, die noch vorhandenen Torpedos zu warten. Die TVA erhielt 1923 auch eine Entwicklungsabteilung, die zunächst die mittlerweile fast zehn Jahre alte Technik der vorhandenen Modelle modernisieren sollte, aber auch z. B. die im Weltkrieg nicht vollendete Entwicklung eines Magnetzünders fortsetzen sollte. Wegen des Verbots von U-Booten wurde bei der Reichsmarine zunächst nur an Torpedos für Überwassereinheiten gearbeitet. Die G/7 Torpedos wurden in diesem Prozess tiefgreifend umgestaltet. Bis 1926 konnte für den G/7 durch eine strömungsgünstigere äußere Form, sowie Erhöhung des Arbeitsdrucks des Motors und neue Propeller eine Geschwindigkeitssteigerung auf 40 Knoten erreicht werden. Dazu wurden an den Motoren weitreichende Änderungen vorgenommen und eine Seewasserkühlung mit separater Pumpe installiert. Diese Torpedos trugen nun die Bezeichnung G 7s (zu unterscheiden von dem späteren Projekt eines akustischen Eigenlenktorpedos).
Durch Umstellung der Motoren von Schieber- auf Ventilsteuerung konnte die Wirtschaftlichkeit und damit Laufstrecke der Torpedos in einem nächsten Schritt erhöht werden. Durch verbesserte Materialien konnte dann auch der Kesseldruck auf 200 bar erhöht werden. Diese Torpedovarianten trugen nun die Bezeichnung G 7v und G 7v*.
Die Entwicklung des elektrisch getriebenen U-Boot-Torpedos E/7 geschah zu dieser Zeit weiterhin bei Siemens & Halske in Zusammenarbeit mit der Accumulatoren Fabrik AG (AFA). Verzögerungen ergaben sich bei der Bereitstellung geeigneter Elektromotoren durch die Siemens-Schuckertwerke und leistungsfähigerer AFA-Akkumulatoren. Um die Restriktionen im Torpedobau zu umgehen, bemühte man sich dort um ausländische Partner. Ab Mitte der 1920er Jahre kam es zu Verhandlungen mit Schweden, die 1929 in Bau und Erprobung von drei e-Torpedos unter der Bezeichnung M/29 A:1 mündete. Allerdings erfolgten keine Anschlussaufträge. Die Versuche einer Zusammenarbeit mit Spanien scheiterten 1931 (s. u.).

### Entwicklung zum G7
Der Schritt zum G 7 wurde 1929 durch die Zusammenarbeit mit der Spanischen Marine vollzogen. Dort hatte man sich auf das 21-Zoll-Maß (533 mm) festgelegt. Sowohl für den dampfgasgetriebenen als auch für den Elektro-Torpedo war vorgesehen, dass diese auf Grundlage der von den Deutschen ausgearbeiteten Pläne in Spanien produziert werden sollten. Die Verhandlungen gestalteten sich schwierig, da der spanische Unternehmer Echevarrieta nicht über eine für dieses Projekt ausreichende Finanzgrundlage verfügte, und endeten 1931 mit dem Konkurs des spanischen Unternehmens.

#### G7a

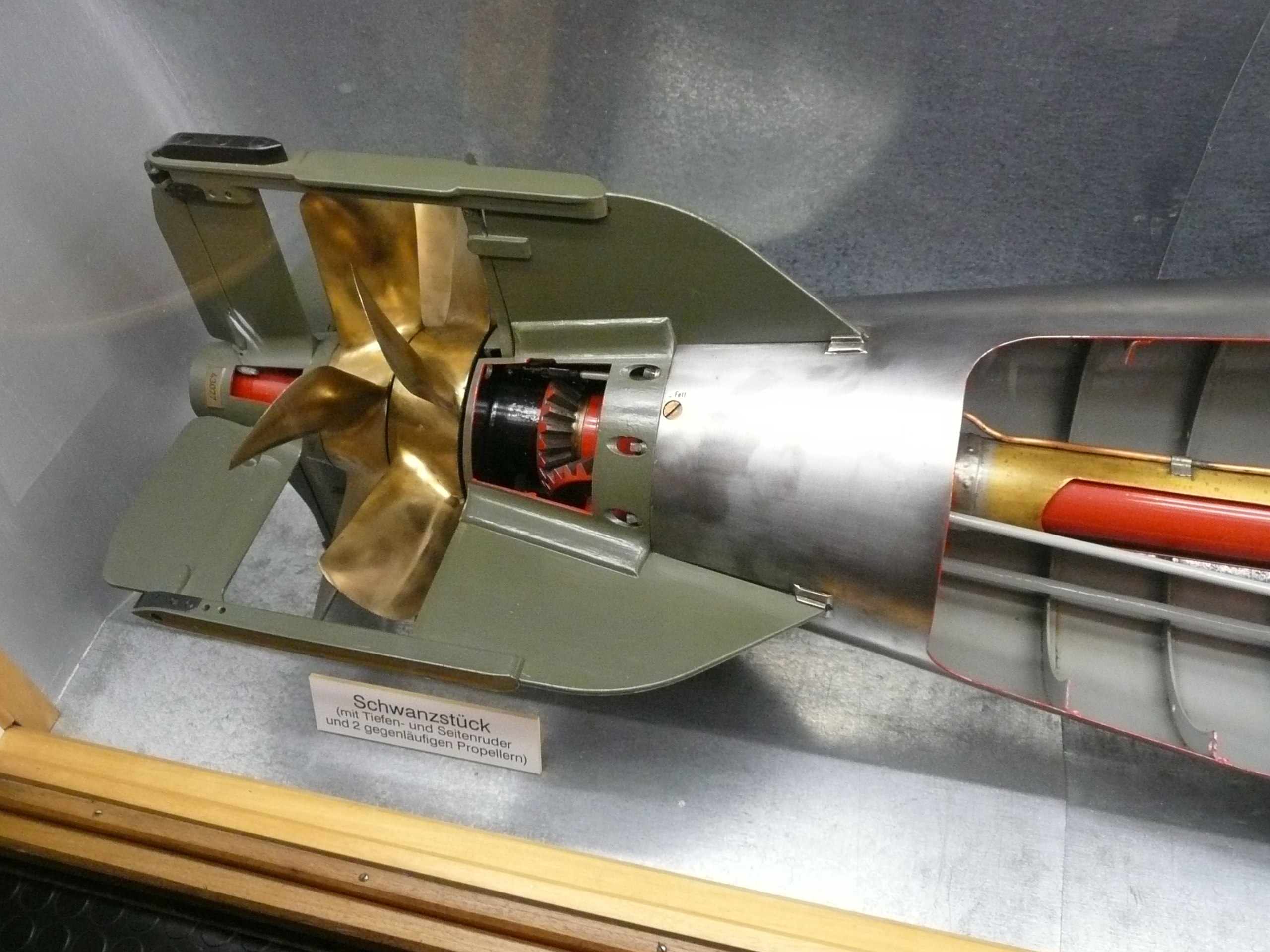
Propeller eines G7 a

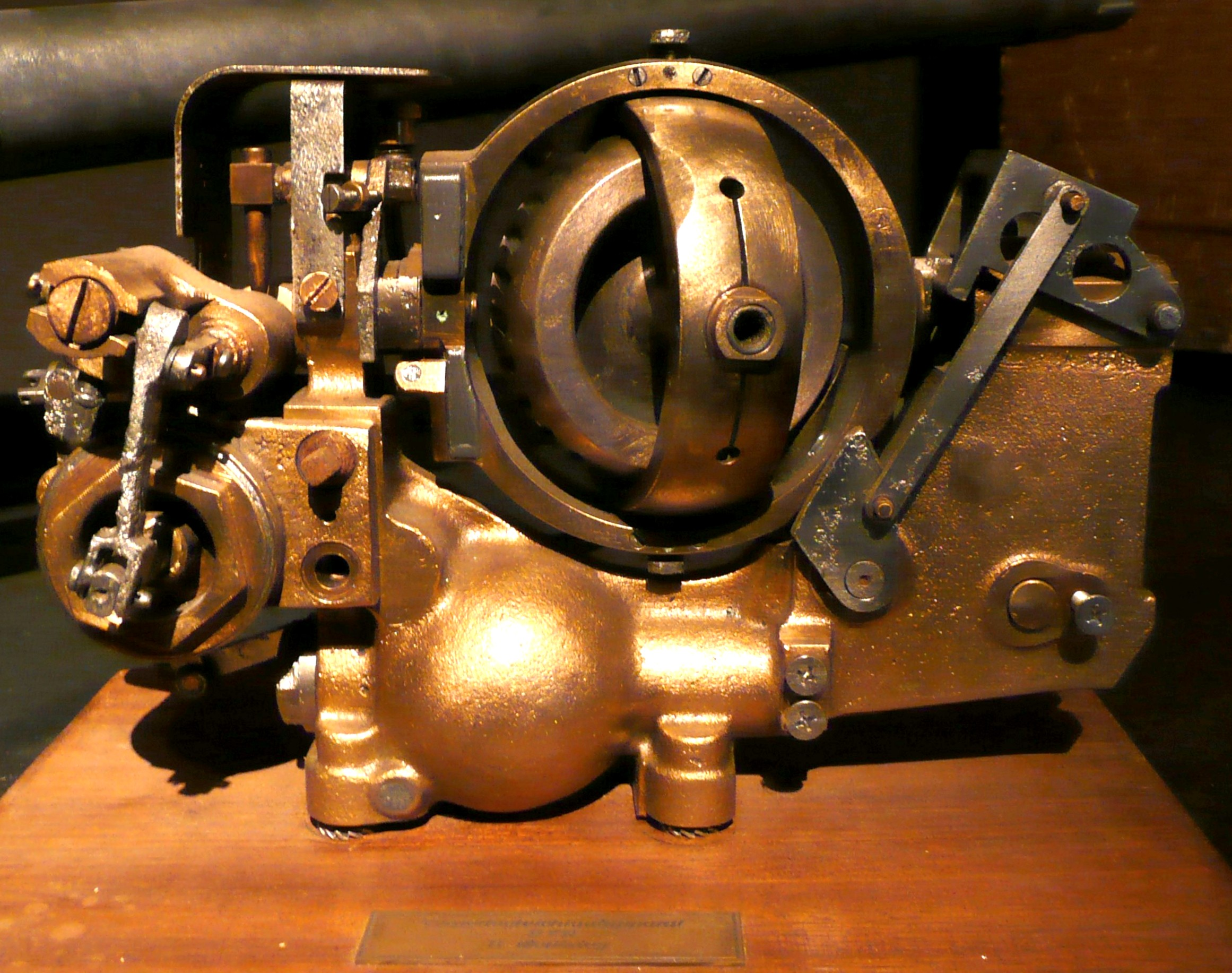
Geradeauslaufapparat

Die dampfgasgetriebenen Torpedos wurden daraufhin doch in Deutschland gebaut. Der größere Durchmesser erlaubte hier nun eine Leistungssteigerung in fast allen Bereichen. Der Gefechtskopf konnte vergrößert werden, und die ebenfalls vergrößerte Kesselkapazität erlaubte eine größere Reichweite bei gleichzeitig höherer Geschwindigkeit. Der Motor des G 7v wurde im Grunde beibehalten, durch den nun möglichen größeren Kolbenhub stieg seine Leistung aber um fast 50 %. Ein neuer Zünder und Geradelaufapparat (VIII) kamen zum Einbau. Die bisher verwendeten Woolwich-Leitflossen mussten gegen ein Whitehead-Schwanzstück ausgetauscht werden, da es bei bestimmten Schusslagen zu erheblichen ballistischen Problemen kam. Das Whitehead-Schwanzstück wies aber einen höheren Strömungswiderstand auf, so dass die maximale Geschwindigkeit um einen Knoten auf 44 kn sank.
Die Bauteile und Materialien wurden bei der Anpassung an die größere Hülle hinsichtlich einer effizienten Serienfertigung überarbeitet. So wurden etwa gießtechnisch ungünstige Formen vermieden, Pressteile bevorzugt sowie möglichst Materialien und Teile nach DIN verwendet. Im März 1933 wurde die Entwicklung des G 7a offiziell für abgeschlossen erklärt.
Im Sommer 1934 wurde das erste Schießen im Rahmen der Flottenerprobung durchgeführt. Zu dieser Zeit standen aber noch keine Serientorpedos der Industrie zur Verfügung, sondern es wurden Erprobungstorpedos der Torpedoversuchsanstalt verwendet. Die guten Ergebnisse dieses Truppenversuchs täuschten über Probleme der Serienfertigung hinweg, deren Beseitigung sich dann bis 1942 hinzog. Vor allem die Tiefenhaltung erwies sich als mangelhaft und trug ihren Teil zur sogenannten Torpedokrise bei.

#### G7e
Die Erfahrungen der beiden Versuche internationaler Kooperation flossen in die 1932 bei der Torpedoversuchsanstalt beginnenden Planungen einer deutschen Elektrotorpedoproduktion ein. Für den mit der Bezeichnung G 7e geführten Torpedo sollten Abmessungen, Steuereinheit und Gefechtskopf des schon fortgeschrittenen G 7a verwendet werden. Er sollte nun 30 kn auf 3000 m erreichen. Die ersten Prototypen hatten dann 1934 durch Verwendung verbesserter Batterien eine noch höhere Leistung. Diese gingen aber wegen des Fehlens anderer Torpedos in einem Export-U-Boot an die Türkei.
Die Produktion von G 7e für die deutsche Kriegsmarine begann 1936. Diese Torpedos erhielten im Unterschied zum G 7a jedoch weiterhin Woolwich-Schwanzflossen, die im Unterwasserschuss keine Probleme bereiteten. Der Torpedo erreichte nun 30 kn auf 5000 m. Bei der Erprobung der ersten Serientorpedos fiel bereits Ende 1936 auf, dass die Torpedos zu tief liefen. Dies wurde durch eine veränderte Tiefenfeder kompensiert. Die eigentliche Ursache wurde jedoch nicht erkannt und auch damit der sogenannten Torpedokrise im Jahr 1940 der Weg bereitet.

## Benennung
Die Benennung des Torpedos entsprach dem gültigen Nomenklatursystem der Kriegsmarine für Torpedos:
- G für Kaliber 533 mm
- 7 für die Länge von (gerundet) 7 m
- angehängter Kleinbuchstabe für die Antriebsart:
  - a für Druckluftantrieb bzw. Dampfgasantrieb
  - e für Elektroantrieb mit Bleiakkumulatoren
  - d für Elektroantrieb mit Magnesium-Kohlenstoff-Batterien
  - u für Walter-Antrieb mit unter Hochdruck stehendem Sauerstoff
  - p für Walter-Antrieb mit unter Hochdruck stehendem Wasserdampf
  - r für Walter-Strahlantrieb
- zusätzlicher Kleinbuchstabe:
  - s für akustische Eigenlenkung (Sonar)
  - t für Walter-Antrieb als Turbine
  - k für Walter-Antrieb als Kolbenmotor
  - w und i für Torpedos italienischen Typs

## Bauformen

### G7a (TI)

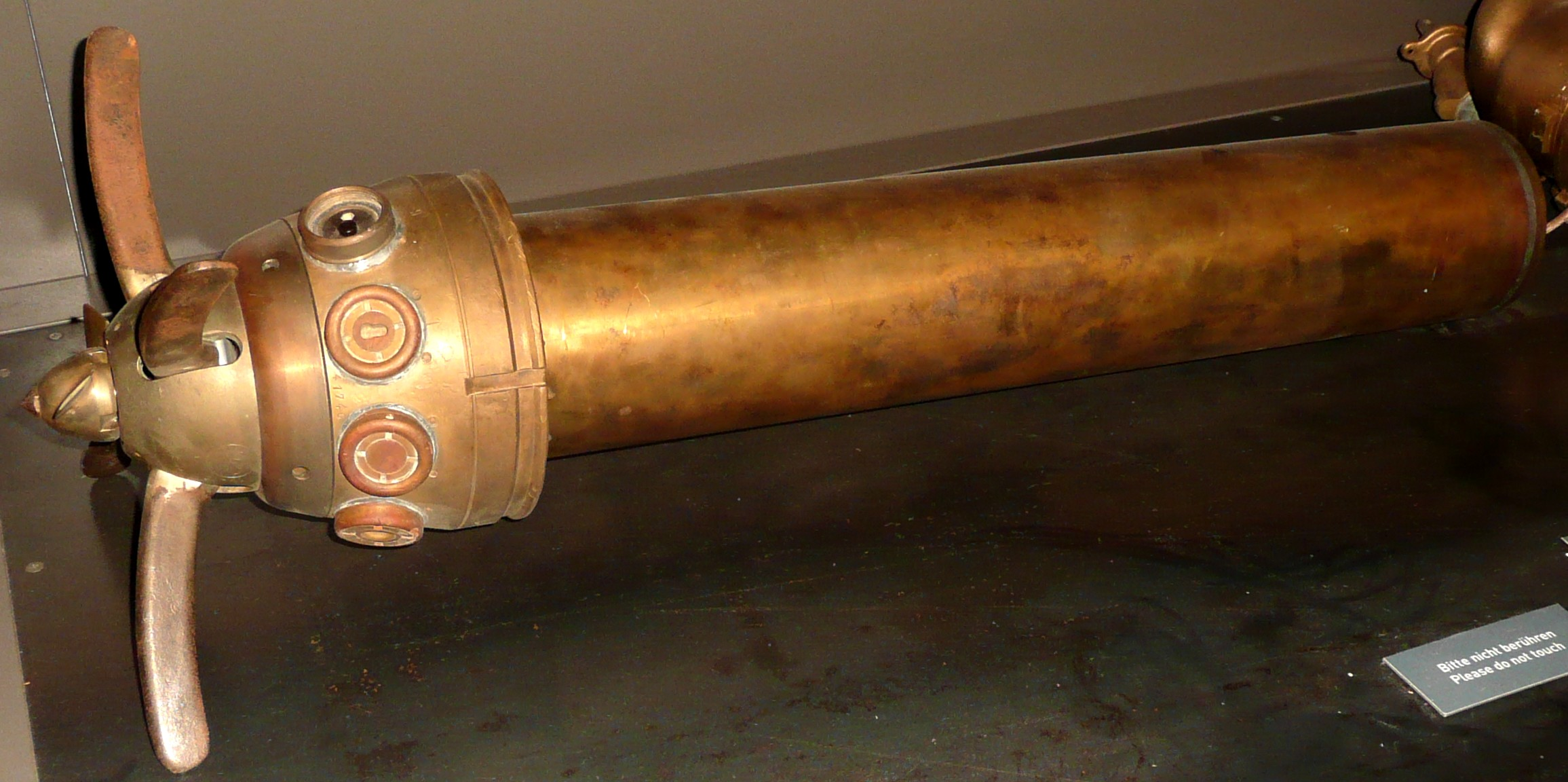
Aufschlagzünder eines G7a

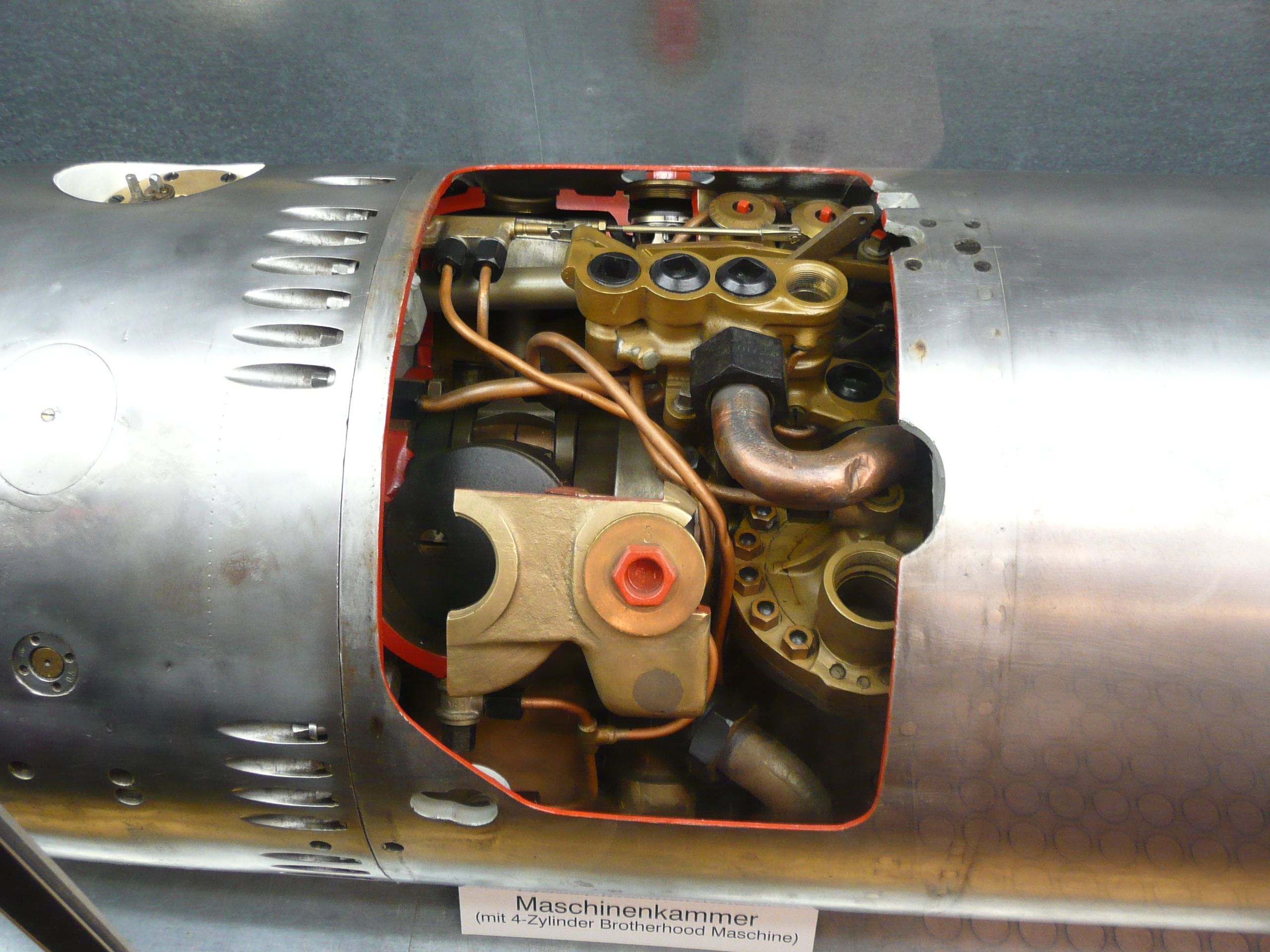
Dampfgasmotor eines G 7a

Der G 7a wurde mit Dampfgasantrieb angetrieben, der Petroleum als Brennstoff nutzte, und lief in drei wählbaren Geschwindigkeiten von entweder 30, 40 oder später auch 44 Knoten. Dabei konnte der 1538 kg schwere Torpedo 12, 7,5 oder 6 km Strecke zurücklegen. Da der Antrieb jedoch eine deutlich sichtbare Spur von Dampfblasen ausstieß, wurde dieser Torpedo nicht als Grundlage für gelenkte Torpedos verwendet, sondern lediglich für das FAT- und LUT-Programm. Im Sprengkopf des Torpedos waren 280 kg Schießwolle 36 enthalten.
Mit Einführung des Typs G 7e auf den deutschen U-Booten wurden die G 7a-Torpedos von diesen meist nur noch als Reservebewaffnung für Nachtangriffe mitgeführt und aus neueren Booten teilweise völlig verbannt. Er blieb der Standardtorpedo der Überwasserschiffe. Restbestände wurden auch noch nach dem Krieg verwendet (z. B. von der norwegischen Marine).
Eine Version des G 7a ist der T XIV, welcher mit 1352 kg wesentlich leichter war. Er wurde speziell für den Einsatz auf Kleinst-U-Booten entwickelt und war für den Einsatz auf Kurzstrecken ausgelegt (34 kn/3,4 km). Bei der Version G 7as, Deckname „Möwe“, wurde der gleiche akustische Suchkopf verwendet wie beim T XI „Zaunkönig II“.

### G7e (TII/TIII)
Der G 7e wurde von einem achtpoligen Gleichstrommotor („Hauptstrom-“ bzw. Reihenschlussmotor/heutige Bezeichnung) vom Typ GL 231/75 elektrisch angetrieben. Diese Spezialentwicklung der Siemens-Schuckertwerke (SSW) wog 107 kg und leistete für 30 Knoten Schussgeschwindigkeit 65 kW/88 PS bei einer Drehzahl von 1700 min−1 und einer mittleren Stromstärke von 930 Ampere. Weitere Daten waren:
- 72 kW/98 PS bei 1755 min−1 (91 Volt bei 950 A)
- 60 kW/82 PS bei 1590 min−1 (83 Volt bei 885 A)

Der Anfang der 1930er Jahre einsatzreife G 7e mit elektrischem Antrieb hatte eine geringere Geschwindigkeit und Laufstrecke, zog aber keine sichtbare Blasenspur wie der G 7a. Der G 7e-Gefechtskopf war genauso stark wie der seines Vorgängers. Die ersten G 7e (Typ T II) liefen bis zu 5 km; die Version T IIIa mit verbesserter Batterie bis zu 7,5 km.
Die im T II verwendete Akkumulator-Batterie der Accumulatoren Fabrik AG (AFA – 1962 in VARTA umbenannt) vom Typ 13 T 210 wog 665 kg und bestand aus 52 Blei-Säure-Zellen mit je 13 positiven Platten von 210 mm Höhe, die hintereinander in zwei Trögen zu je 26 Zellen untergebracht waren. Mit Batterieheizung waren bei 30 Knoten Schussgeschwindigkeit 5000 Meter Laufstrecke möglich; ohne Heizung betrug diese nur 3000 Meter.
Die Version T II wurde schnell von der Version T III mit der Batterie 17 T 210 ersetzt (52 Zellen mit je 17 positiven Platten von 210 mm Höhe in zwei Trögen von je 1,42 m Länge, Kapazität 130 Ah, Gewicht 800 kg). Die Version T IIIa hatte noch zwei Zellen zusätzlich (zusammen 54 Stück, Gewicht 830 kg, 135 Ah), was 7500 Meter Laufstrecke ermöglichte. Von den T-III/IIIa-Torpedos wurden ebenfalls FAT- und LUT-Versionen hergestellt.
Der G 7e blieb Ausgangspunkt für weitere Torpedos:
- T IIIb: leichtere Version, die schließlich als Antrieb der Kleinst-U-Boot-Typen Neger und Marder Verwendung fand
- T IIIc: leichtere Version mit 18,5 kn Geschwindigkeit und 4 km Reichweite, speziell für Kleinst-U-Boote
- T IIId „Dackel“: auf 11 m verlängerte Langstrecken-Version mit 9 kn Geschwindigkeit und 57 km Reichweite, LUT-Fähigkeiten
- T IIIe „Kreuzotter“: 20 kn schnelle und 7,5 km weit reichende Leichtversion
- T VI: T II-Verbesserung mit 300 kg schwerem Gefechtskopf und LUT-Fähigkeiten
- T X „Spinne“: Versuchstorpedo auf T II-Basis mit Fernlenkung über Draht

### G7es (TV)
Der erste einsatzreife Torpedotyp der Kriegsmarine mit Akustiklenkung hatte den Decknamen „Zaunkönig“ bzw. „Gerät 45“ und war speziell als Waffe gegen Zerstörer und U-Jagd-Schiffe wie Korvetten konzipiert. Der Suchkopf steuerte ihn automatisch in Richtung der Schraubengeräusche eines Schiffes. Wegen der kurzen Sperrstrecke von 400 Metern, in welcher der Torpedo noch nicht scharf war, musste nach einem Schuss aus den Bugrohren sofort auf Tiefe gegangen werden, um das eigene U-Boot nicht zu gefährden.
Der ebenfalls elektrisch angetriebene Torpedo wog 1511 kg (±25 kg) und hatte bei 24,5 kn Geschwindigkeit eine Laufstrecke von 5700 Metern (ungeheizt 5000 m). Die neue Batterie vom Typ 13 T 210 spezial wog 446 kg, hatte 93 Ah Kapazität und bestand aus 36 Zellen mit je 13 positiven Platten von 210 mm Höhe in nur einem Trog. Der Motor hatte eine Leistung von 40 kW/55 PS bei 1350 min−1. Spätere Modifikationen (T Va und Vb) opferten Geschwindigkeit (21,5 kn) zugunsten von Reichweite (8 km). Der T Va war speziell für den Einsatz von Schnellbooten konzipiert.
Folgende Versuchstorpedos wurden entwickelt:
- T IV „Falke“: war Vorläufer des „Zaunkönig“ und mit 20 kn bedeutend langsamer
- T XI „Zaunkönig II“: Leistungsdaten entsprechen denen des T V, jedoch mit geändertem Geradeaus- und Tiefenapparat sowie einstellbarer Sperrstrecke. Die anders gestaltete und damit leisere Antriebsschraube erzeugte weniger Störungen und erhöhte zusammen mit dem neuen Suchkopf die Trefferwahrscheinlichkeit erheblich. Der T XI war für die neuen Typ XXI-Boote konzipiert, die keine Heckrohre hatten.
- „Geier“: Dieser Torpedo wurde mit einem Aktivsonar betrieben und sollte per Echopeilung seine Ziele finden
- „Lerche“: Dieser Torpedo war über Drahtverbindung ferngelenkt

### G7ut
Die ut-Version des G 7 behielt zu Kriegszeiten nur Projektcharakter und war in erster Linie durch den verwendeten Walter-Antrieb auffällig.
Versionen dieses Typs waren:
- T VII „Steinbarsch“: 45 kn schnell, 8 km weitreichend und LUT-Programm
- T VIII „Steinbutt“: leistungsmäßig mit T VII vergleichbar
- T XIII „K-Butt“: wesentlich leichter, sollte auf Kleinst-U-Booten wie dem Schwertwal zum Einsatz kommen
- „Schildbutt“: Walter-Versuchsmodell mit Seewassereinspritzung
- „Steinwal“: Versuchsmodell mit Kreislaufantrieb

### Sonstige Entwicklungen
Auf G-7-Basis wurden noch einige weitere Versuchstorpedos hergestellt oder konzipiert. Dies waren:
- G 7m: Entwicklung mit Kreislaufantrieb, 40 kn Geschwindigkeit und 12 km Reichweite
- G 7d: Entwicklung mit Walter-Turbine im kalten Verfahren
- G 7p: Antrieb durch Elektromotor mit Magnesium-Kohlenstoff-Batterien, 40 kn Geschwindigkeit
- G 7uk „Klippfisch“: Antrieb durch Walter-Kolbenmotor, 40 kn und 6,5 km Reichweite